# Maggie McNamara
Marguerite „Maggie“ McNamara (* 18. Juni 1928 in New York City, New York; † 18. Februar 1978 ebenda) war eine US-amerikanische Schauspielerin und ein Fotomodell.

## Leben

### Arbeit als Fotomodell und Anfänge als Theaterschauspielerin
Maggie McNamara wurde 1928 in New York als Marguerite McNamara geboren, sie wuchs mit einem Bruder und zwei Schwestern auf. Sie besuchte die St. Catherine of Genoa School in ihrer Heimatstadt und später eine Textilschule. Bereits als Jugendliche begann sie damit, als Fotomodel zu arbeiten. Zweimal erschien sie auf der Titelseite des US-amerikanischen Zeitschrift Life; später nahm sie Schauspielunterricht.
Im Alter von 23 Jahren wurde sie vom österreichisch-amerikanischen Film- und Theaterregisseur Otto Preminger entdeckt. Dieser verschaffte der charismatischen, dunkelhaarigen Schauspielerin den erfolgreich von Barbara Bel Geddes am Broadway kreierten Part der Patty O'Neill in der National-Company-Produktion von F. Hugh Herberts The Moon Is Blue in Chicago. In der Komödie war McNamara 18 Monate in der Hauptrolle einer attraktiven jungen Frau besetzt, die trotz der Avancen zweier alternder Playboys gedenkt, als Jungfrau in die Ehe zu gehen.

### Erfolg am Broadway und Spielfilmdebüt
Im Februar 1952 feierte McNamara ihr Debüt am New Yorker Broadway in The King of Friday's Men, was ihr Lob seitens der Kritik einbrachte. Brooks Atkinson, Theaterkritiker der New York Times, urteilte über sie: sie ist „bemerkenswert schön und hat Talent für die Schauspielerei.“ (Original-Ton: „remarkably pretty and has a gift for acting.“). 1953 wurde Maggie McNamara für die gleichnamige Filmversion von The Moon Is Blue (dt. Titel Wolken sind überall) verpflichtet. Sie unterschrieb einen Vertrag mit dem Filmstudio 20th Century Fox und agierte neben William Holden und David Niven. Der kontroverse Filmstoff, von Otto Preminger inszeniert, forderte den Hays Codes heraus und schürte den Ärger der US-amerikanischen Zensoren, darunter die 1933 gegründete Legion of Decency. Dennoch wurde Wolken sind überall in den USA veröffentlicht, wo er sich 16 Wochen lang unter den zehn besten Filmen des Branchenmagazins Variety platzieren konnte.
Preminger hatte Maggie McNamara ausgewählt, da sie seiner Meinung nach das unschuldige, jungfräuliche Aussehen für den Film mitbrachte. Bei Barbara Bel Geddes, welche die Rolle bis zur Perfektion am Broadway spielte, hatte er die Befürchtung, dass sie vor der Kamera nicht jung genug wirken würde. Tatsächlich erhielt McNamara bei der Oscarverleihung 1954 eine Nominierung in der Kategorie Beste Hauptdarstellerin; sie musste sich aber der Britin Audrey Hepburn (Ein Herz und eine Krone) geschlagen geben. Ein Jahr später wurde sie für ihre erste Filmrolle mit einer Nominierung für den British Film Academy Award als beste Nachwuchsdarstellerin honoriert.

### Ausklang der Filmkarriere und früher Tod
Nach Wolken sind überall sollte McNamara nur noch in drei weiteren Filmen mitwirken. In Premingers deutschsprachiger Filmversion von Wolken sind überall, Die Jungfrau auf dem Dach (1953) mit Hardy Krüger und Johanna Matz in den Hauptrollen, agierte sie gemeinsam mit William Holden in kleinen Gastrollen als Touristenpaar. Erfolgreicher war Jean Negulescos Drei Münzen im Brunnen (1954) über drei US-Amerikanerinnen, die im fernen Rom von der großen Liebe träumen. Die romantische Komödie, in der Louis Jourdan, Dorothy McGuire und Jean Peters ihre Filmpartner waren, erhielt eine Oscar-Nominierung als bester Film. Gleichzeitig handelte es sich um die erste Filmproduktion, die außerhalb der Hollywood-Studios vor Ort an Originalschauplätzen im Cinemascope-Format abgedreht wurde.
Nach Philip Dunnes Filmbiografie König der Schauspieler (1955) mit Richard Burton verließ Maggie McNamara Hollywood. Ihre Ehe mit dem Regisseur und Drehbuchautor David Swift (1919–2001) war gescheitert. Er hatte McNamara betrogen, die infolgedessen einen Nervenzusammenbruch erlitt. Mehr als sieben Jahre nach ihrem letzten Film sah ihr ehemaliger Mentor und Förderer Otto Preminger sie wieder. Hatte McNamara früher auf ihn einen ausgeglichenen und glücklichen Eindruck gemacht, wirkte sie nun verändert, wie er später in seiner Autobiografie festgehalten hat. Darin führte er sie neben Marilyn Monroe und Gene Tierney als eine „weitere Schauspielerin“ an, die nach ihrem Aufstieg zum Star außerordentlich gelitten habe. Preminger verhalf McNamara 1963 zu einer weiteren Filmrolle in Der Kardinal. Ein Jahr zuvor war sie in einer Nebenrolle in dem Broadway-Stück Step on a Crack aufgetreten. Eine erneute Karriere im Kino stellte sich aber trotz Premingers Hilfe nicht ein. Nach sporadischen Auftritten im US-Fernsehen, so unter anderem in Episoden der Fernsehserien The Twilight Zone (1963), The Greatest Show on Earth und The Alfred Hitchcock Hour (beide 1964), verschwand McNamara Mitte der 1960er Jahre von Bildschirm, Kinoleinwand und Theaterbühne.
Maggie McNamara verdingte sich nach ihrer Schauspielkarriere als Schreibkraft bei einer Versicherungsgesellschaft. Von ihrem Ehemann David Swift geschieden, nahm sie sich 1978 im Alter von 49 Jahren mit einer Überdosis Schlaftabletten das Leben. Sie hinterließ einen Abschiedsbrief. Freunde berichteten, dass sie über einen langen Zeitraum unter starken Depressionen gelitten habe. Die Schauspielerin, die man oft mit Leslie Caron oder Audrey Hepburn verglichen hat, wurde auf dem Saint Charles Cemetery in Farmingdale auf Long Island beerdigt.

## Filmografie
- 1950: The Aldrich Family (Fernsehserie)
- 1950: The Clock (Fernsehserie, Folge Prescription for Death)
- 1951: The Prudential Family Playhouse (Fernsehserie, Folge The Bishop Misbehaves)
- 1953: Wolken sind überall (The Moon Is Blue)
- 1953: Die Jungfrau auf dem Dach (Cameo-Auftritt)
- 1954: Drei Münzen im Brunnen (Three Coins in the Fountain)
- 1955: König der Schauspieler (Prince of Players)
- 1963: Der Kardinal (The Cardinal)
- 1963: Ben Casey (Fernsehserie, Folge The Last Splintered Spoke of the Old Burlesque Wheel)
- 1963: Twilight Zone (Fernsehserie, Folge Ring-A-Ding Girl)
- 1964: Das große Abenteuer (The Great Adventure; Fernsehserie, Folge The Colonel from Connecticut)
- 1964: Zirkusdirektor Johnny Slate (The Greatest Show on Earth; Fernsehserie, Folge Clancy)
- 1964: Alfred Hitchcock zeigt (The Alfred Hitchcock Hour; Fernsehserie, Folge Body in the Barn)

## Theaterstücke (Auswahl)
- 1951: The Moon Is Blue
- 1952: The King of Friday's Men
- 1962: Step on a Crack

## Auszeichnungen
- 1954: Oscar-Nominierung für Wolken sind überall (Beste Hauptdarstellerin)
- 1954: Nominierung für den British Film Academy Award für Wolken sind überall (Beste Nachwuchsdarstellerin)